# خورخي فاسكيز
خورخي فاسكيز (بالإسبانية: Jorge Vázquez)‏ هو لاعب كرة قاعدة مكسيكي، ولد في 15 مارس 1982 في كولياكان في المكسيك.

## وصلات خارجية
- خورخي فاسكيز على موقعبيزبول رفرنس.كوم (الدوري الثانوي) (الإنجليزية)
- خورخي فاسكيز على موقع مشجعي الرسوم البيانية (الإنجليزية)